# Pittsburgh Post-Gazette
Il Pittsburgh Post-Gazette, noto anche semplicemente come PG, è il più grande giornale che serve l'area metropolitana di Pittsburgh, in Pennsylvania (USA). Discendente dalla Pittsburgh Gazette, fondata nel 1786 come il primo giornale pubblicato a ovest dei Monti Allegheni, il giornale esiste con il suo attuale titolo dal 1927.
Il periodico ha terminato la pubblicazione cartacea quotidiana nel 2018 e attualmente pubblica le edizioni cartacee solo tre giorni alla settimana, con edizione esclusivamente online il resto della settimana. Nel 2018, il tono editoriale del giornale è passato da liberale a conservatore dopo che le pagine editoriali del giornale sono state unite con quelle del The Blade di Toledo, Ohio. Dopo l'unione, Keith Burris, il direttore della pagina editoriale pro-Trump di The Blade, ha diretto le pagine editoriali di entrambi i giornali.

## Storia

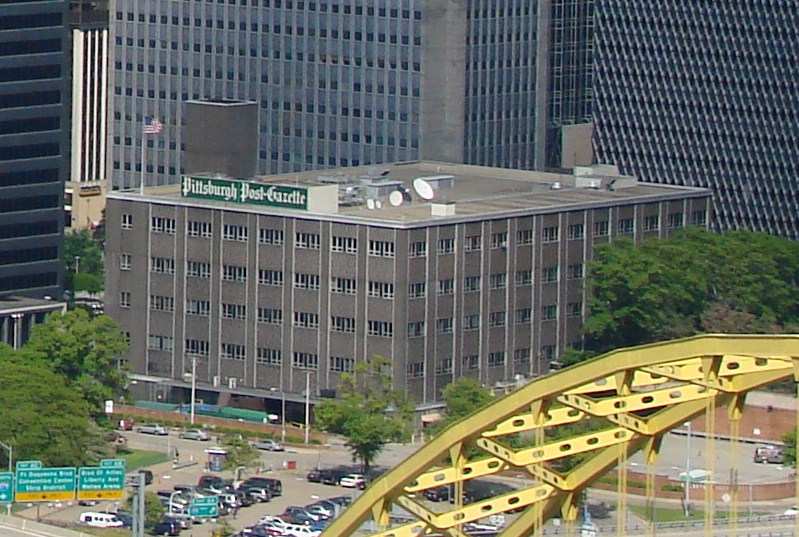
La sede Pittsburgh Post-Gazette a Downtown Pittsburgh, che ha ospitato la redazione dal 1962 al 2015.

### Gazette
Il Post-Gazette iniziò la sua storia come un settimanale di quattro pagine chiamato The Pittsburgh Gazette, pubblicato per la prima volta il 29 luglio 1786, con l'incoraggiamento di Hugh Henry Brackenridge. Fu il primo giornale pubblicato a ovest dei Monti Allegheny. Pubblicato da Joseph Hall e John Scull, il giornale narrò la nascita della nazione: la Gazette pubblicò anche la Costituzione degli Stati Uniti, recentemente adottata.
Nel 1820, sotto gli editori Eichbaum e Johnston e il direttore Morgan Neville, il nome cambiò in Pittsburgh Gazette and Manufacturing and Mercantile Advertiser. David MacLean acquistò il giornale nel 1822 e in seguito tornò al titolo precedente.
Sotto il direttore Neville B. Craig, il cui incarico durò dal 1829 al 1841, la Gazette sostenne il movimento antimassonico. Craig trasformò la Gazette nel primo quotidiano della città, pubblicato tutti i pomeriggi tranne la domenica a partire dal 30 luglio 1833.
Nel 1844, poco dopo aver assorbito l'Advocate, la Gazette spostò l'orario di emissione quotidiana al mattino. La sua posizione editoriale all'epoca era conservatrice e fortemente favorevole al partito Whig. Nel 1850 la Gazette fu accreditata di aver contribuito a organizzare un capitolo locale del nuovo Partito Repubblicano e di aver contribuito all'elezione di Abraham Lincoln. Il giornale fu uno dei primi a suggerire che le tensioni tra Nord e Sud sarebbero sfociate in una guerra.
Dopo essersi unito con il Commercial nel 1877, il giornale fu nuovamente ribattezzato e fu da allora chiamato Commercial Gazette.
Nel 1900, George T. Oliver acquisì il giornale, fondendolo sei anni dopo con The Pittsburg Times per formare The Gazette Times.

### Post
Il Pittsburgh Post apparve per la prima volta il 10 settembre 1842 come Daily Morning Post. Ha avuto origine in tre settimanali pro-democratici, Mercury, Allegheny Democrat e American Manufacturer, che si sono riuniti attraverso un paio di fusioni all'inizio degli anni 1840. I tre giornali erano stati per anni impegnati in aspre battaglie editoriali con la Gazette.
Come i suoi predecessori, il Post ha sostenuto le politiche del Partito Democratico. La sua opposizione politica ai Whig e successivamente alla Gazette, repubblicana, era così duratura che un'eventuale combinazione delle due testate rivali sarebbe sembrata improbabile.

### Gli anni Venti
Gli anni '20 furono un periodo di consolidamento nel mercato dei giornali di Pittsburgh a lungo sovraffollato. Nel 1923, gli editori locali si unirono per acquisire e "uccidere" il Dispatch e il Leader. Quattro anni dopo, William Randolph Hearst negoziò con gli Oliver l'acquisto della Morning Gazette Times e la sua "sorella" serale, il Chronicle Telegraph, mentre Paul Block ha organizzato per rilevare il proprietario del Morning Post e del Evening Sun. Dopo aver scambiato il Sun in cambio della Hearst's Gazette Times, Block aveva entrambi i giornali del mattino, che combinò per formare il Post-Gazette. Hearst ha unito i giornali della sera, creando il Sun-Telegraph. Entrambi i nuovi periodici debuttarono il 2 agosto 1927.

### Accordo sulle operazioni con Press
Nel 1960 Pittsburgh aveva tre quotidiani: il Post-Gazette al mattino, e il Pittsburgh Press e il Pittsburgh Sun-Telegraph la sera e la domenica. Il Post-Gazette acquistò il Sun-Telegraph e si trasferì negli uffici di Grant Street del Sun-Telegraph.
Il Post-Gazette cercò di pubblicare un giornale della domenica per competere con il Sunday Press, ma non era redditizio; i costi in aumento in generale stavano mettendo a dura prova i profitti dell'azienda. Nel novembre 1961, la Post-Gazette stipulò un accordo con la Pittsburgh Press Company per combinare le loro attività di produzione e vendita di pubblicità. La Post-Gazette possedeva e gestiva i propri reparti di notizie ed editoriali, ma la produzione e la distribuzione del giornale era gestita dall'ufficio più grande di Press. Questo accordo rimase in vigore per oltre 30 anni.
L'accordo diede alla Post-Gazette una nuova sede nell'edificio della Press. Costruito per Press nel 1927 e ampliato nel 1962, l'edificio funse da la sede di Post-Gazette fino al 2015.

### Sciopero e unione
Il 17 maggio 1992, uno sciopero dei lavoratori di Press interruppe la pubblicazione della stampa; l'accordo operativo congiunto fece sì che anche la Post-Gazette cessasse di pubblicare. Durante lo sciopero, la società Scripps Howard vendette Press alla famiglia Block, proprietaria della Post-Gazette. I Block non ripresero a stampare Press, e quando la questione del lavoro fu risolta e la pubblicazione riprese, il Post-Gazette divenne il principale giornale della città, con il nome completo di Pittsburgh Post-Gazette Sun-Telegraph / The Pittsburgh Press.
La proprietà dei Block non ha colto questa opportunità per affrontare i costi del lavoro, che avevano portato alla vendita di Press. Ciò avrebbe causato altri problemi in seguito.
Il 14 novembre 2011, il Post-Gazette rilanciò Pittsburgh Press come quotidiano online pomeridiano.
Il 12 febbraio 2014, il giornale ha acquistato una nuova struttura di distribuzione nella periferia di Findlay Township, in Pennsylvania.
Nel 2015, il giornale si è trasferito in un nuovo edificio per uffici sulla North Shore su una parte dell'ex sito del Three Rivers Stadium, dopo 53 anni di attività nell'ex edificio di Press e più di due secoli nel centro città. Block Communications, ritenendo che l'edificio sia molto sottoutilizzato considerando la sua vicinanza a Point State Park, possiede ancora l'edificio e prevede di riqualificare la proprietà.

### I problemi finanziari
Nel 2003 il giornale si trovò in condizioni finanziarie terribili.
Nel settembre 2006, il giornale rivelò che stava affrontando difficoltà finanziarie, in gran parte legate ai costi del lavoro e che non aveva generato guadagno da quando la stampa era ripresa nel 1993. Nonostante la profonda preoccupazione per il futuro del giornale, i negoziati si rivelarono fruttuosi e nel febbraio 2007 i sindacati del giornale ratificarono un nuovo accordo con la direzione che imponeva tagli di posti di lavoro, modifiche nel finanziamento delle prestazioni sanitarie e così via.
Nell'agosto 2018, la Post-Gazette ha cessato la pubblicazione quotidiana. Ha iniziato a pubblicare edizioni online il martedì e il sabato e le edizioni cartacee nel resto della settimana. Nell'ottobre 2019, il giornale ha eliminato le edizioni del lunedì e del mercoledì, pubblicando edizioni cartacee tre giorni alla settimana.